# چاپله (استان لوبوسکی)
چاپله (به لهستانی:  Czaple) یک روستا در لهستان است که در گمینا تژبیل واقع شده‌است.